# Aquiles Serdán, Jalisco
Aquiles Serdán är en ort i Mexiko.   Den ligger i kommunen Cabo Corrientes och delstaten Jalisco, i den sydvästra delen av landet, 700 km väster om huvudstaden Mexico City. Aquiles Serdán ligger 9 meter över havet och antalet invånare är 125.
Terrängen runt Aquiles Serdán är huvudsakligen kuperad, men den allra närmaste omgivningen är platt. Havet är nära Aquiles Serdán åt sydväst.  Närmaste större samhälle är Villa del Mar, 10,7 km sydost om Aquiles Serdán. I omgivningarna runt Aquiles Serdán växer i huvudsak lövfällande lövskog.